# Fratelli Calvi

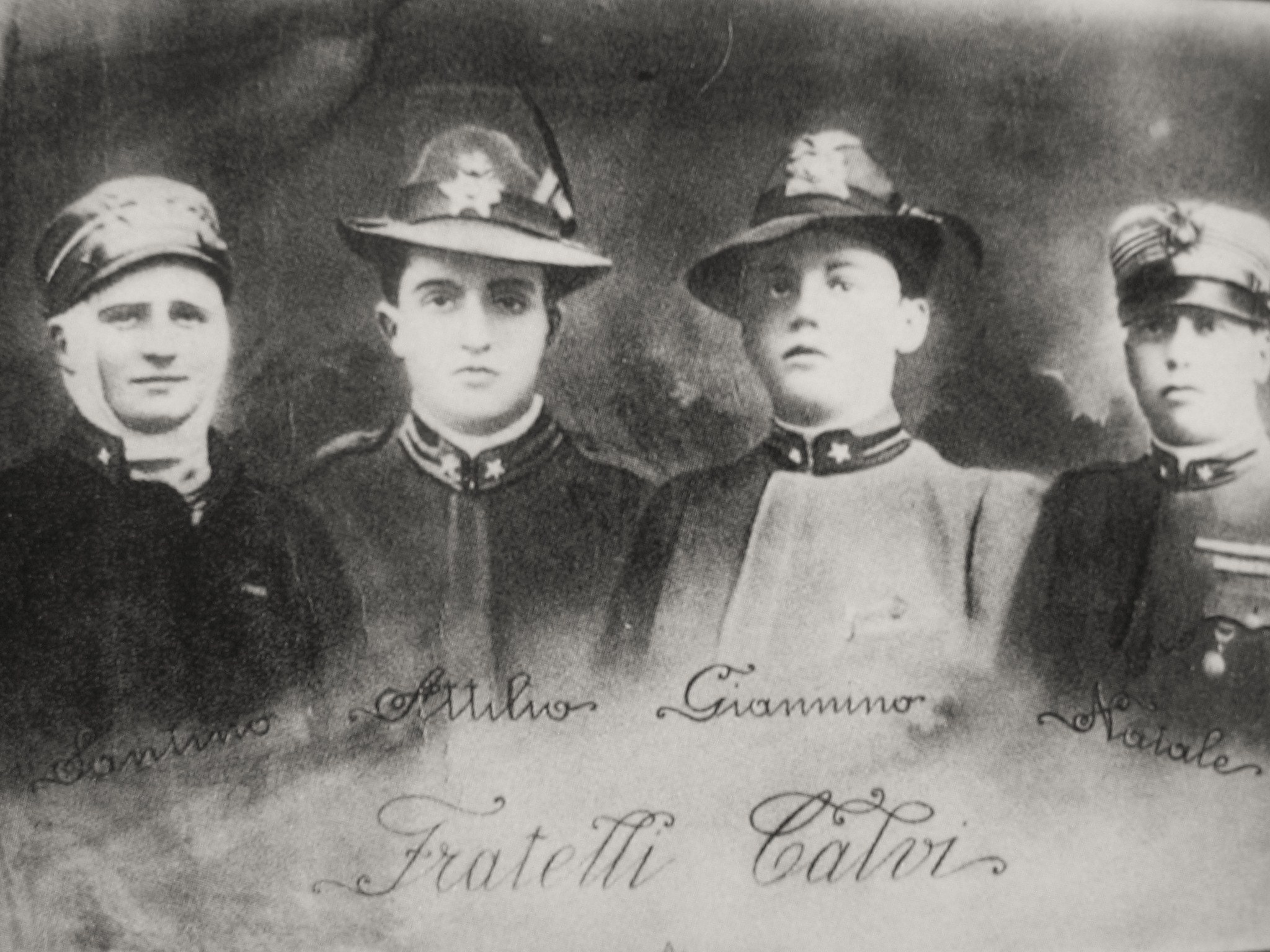
I quattro fratelli Calvi.

I quattro fratelli Calvi, Natale (1887-1920), Attilio (1889-1916), Santino (1895-1917) e Giannino (1899-1919), furono militari e ufficiali degli alpini, che operarono durante la prima guerra mondiale. I due fratelli maggiori Natale e Attilio furono impegnati anche in Libia nel corso della guerra italo-turca.
Nel corso degli anni taluni hanno rappresentato la storia dei fratelli quasi come un mito, voluto e mantenuto dalla retorica della politica del tempo, successivamente tramontato con il mutamento del contesto politico. In questo non va dimenticato che al tempo dei fatti la società era ancora animata dai valori e dagli ideali che il risorgimento aveva trasmesso e che potevano essere vissuti fino al sacrificio.

## Biografie
Nati verso la fine del XIX secolo a Piazza Brembana, paese dell'alta Val Brembana in provincia di Bergamo, da Gerolamo (1859-1919), sindaco di Piazza Brembana dal 1893 al 1917 e presidente del Mandamento di Piazza; e da Clelia Pizzigoni (1868-1953).
I genitori si sposarono ad Antegnate nel 1885 ed ebbero dieci figli, di cui sette maschi; di questi due maschi morirono poco dopo la nascita, mentre Riccardo, nato nel 1901, morirà nel 1907. Le tre figlie sono Elisa, Rosa Margherita e Olga.

### Natale
Natale Calvi, noto anche con lo pseudonimo di Nino (Piazza Brembana, 26 febbraio 1887 – Monte Adamello, 16 settembre 1920), è stato un militare e alpinista italiano.
Primo dei quattro fratelli fu molto legato agli ambienti montani a lui familiari, che esplorava e scalava da solo.
Maturò grande esperienza in ambito alpinistico diventando membro, al pari del fratello Attilio, di un gruppo di arrampicatori su roccia, il GLASG, Gruppo Lombardo Alpinisti Senza Guide, i cui soci sarebbero in seguito entrati a far parte del CAAI, il gruppo degli Accademici del Club Alpino.
Dopo la maturità classica, unico tra i fratelli, a 19 anni scelse la carriera militare, seguì il Corso Ufficiali alla Scuola Ufficiali di Torino, superato il quale venne inquadrato nel corpo degli Alpini, partendo per la Libia il 6 settembre 1913. Venne inviato a Merg, con il battaglione Feltre, e impiegato fino all’agosto 1914, nelle operazioni di controllo militare del territorio.
Ritornato in patria, con l'avvento della prima guerra mondiale, fu inserito nel Battaglione alpini "Edolo" del 5º Reggimento alpini con il grado di tenente.
Dopo pochi mesi viene promosso al grado di capitano e inviato al Battaglione Val d’Intelvi; nel novembre 1915 ritorna nella zona dell’Adamello, assumendo il comando di 600 alpini, tra cui il fratello Attilio, Cesare Battisti e Guido Larcher.
Gli venne affidato il compito di addestrare le reclute alla vita d'alta quota e all'utilizzo delle attrezzature sci-alpinistiche, al fine di migliorane le prestazioni durante le esplorazioni, le spedizioni e i combattimenti in ambiente alpino.
Partecipò a numerose battaglie nella zona dell'Adamello, ove era posto il confine con l'Impero austro-ungarico. Una delle più importanti, nell'aprile del 1916, fu senza dubbio quella che venne ribattezzata la battaglia della Lobbia.
A lui venne affidata una delle tre colonne d'attacco, mentre un'altra fu assegnata al fratello Attilio.
L'obiettivo era la conquista del Dosson di Genova, zona strategica per la supremazia militare della zona. In condizioni estreme, riuscì a portare a termine il suo compito (situazione che gli fruttò una medaglia d'argento), ma al rientro al quartier generale venne a conoscenza del grave ferimento in battaglia del fratello, che morirà dopo due giorni.
Nei mesi successivi, a partire dal maggio 1916, fu impegnato nella battaglia per la conquista del Corno di Cavento, una delle cime del gruppo dell'Adamello. Nelle prime battute di questa battaglia, al comando della 1ª compagnia, riuscì a sorprendere il nemico con un'operazione coordinata con i vertici militari. Il possesso della cima venne alternato più volte tra i due eserciti, e le lotte si protrassero per più di due anni. In queste condizioni, a oltre 3400 metri di altitudine, si meritò un'altra medaglia, questa volta in bronzo.
Nel corso di queste azioni il rapporto con il suo comandante, Giuseppe Giordana, non fu sempre di comprensione, a causa della rigidità con cui il colonnello interpretava le direttive militari, che non tenevano adeguatamente in conto le difficoltà oggettive della zona operativa.
Il primo aprile 1918 viene trasferito nella Zona Alto Garda, dove comanda il raggruppamento mitragliatori; l’8 settembre successivo viene posto al comando del Battaglione Monte Suello sul Monte Grappa. Su questa montagna, il 23 di ottobre 1918 viene colpito, rimanendo mutilato di un piede. La cessazione delle ostilità lo vede ricoverato in ospedale a causa delle gravi ferite.
Nonostante l'amputazione subita, dopo la guerra riprese le scalate sulle montagne, che l’avevano già visto in azione in passato. Tra le salite più significative una nuova via aperta in solitaria sul Cervino.
Il 16 settembre 1920 partì dal rifugio Garibaldi, nel luogo dove durante la guerra aveva sede il suo comando, per salire la parete Nord dell'Adamello, anche questa volta in solitaria, ma nel corso di questa scalata perse la vita.
Alla memoria gli venne assegnata una medaglia d'oro e la croce di guerra.
Poco distante dal Rifugio Garibaldi, allora quartier generale di quelle operazioni belliche, si può trovare la Punta Nino Calvi, a lui dedicata, nel gruppo dell'Adamello.

### Attilio
Attilio Calvi (Piazza Brembana, 4 novembre 1889 – 5ª Sezione Di Sanità (Edolo), 1º maggio 1916) è stato un militare italiano.
Dopo aver concluso gli studi universitari, con il conseguimento della laurea in legge, Attilio già nel novembre del 1911 fu chiamato a servire la patria nella guerra italo-turca.
Arruolato nella 51ª compagnia del Battaglione Alpini Edolo inquadrato nel 5º Reggimento alpini con il grado di sottotenente, ebbe modo di mettersi in evidenza tanto da essere insignito con una medaglia di bronzo al valor militare.
Tornato a Bergamo, si dedicò attivamente alla sua carriera di avvocato e partecipò alla vita cittadina come segretario del Partito Radicale, mentre in ambito sportivo riprese a praticare lo sci e l’alpinismo.
Grande conoscitore delle montagne, esperto alpinista nonché membro con il fratello Nino di un noto gruppo di arrampicatori su roccia, il GLASG, allo scoppio della prima guerra mondiale, il 23 maggio 1915, fu inquadrato nella 50ª compagnia del battaglione degli alpini "Edolo" con il ruolo di tenente. Nello stesso corpo ebbe modo di stringere amicizia con Gennaro Sora, bergamasco come lui, e fare conoscenza con il volontario Cesare Battisti.
I primi combattimenti lo videro impegnato nella zona del Montozzo, nei monti tra l'Adamello e il passo Gavia. Il 21 agosto 1915, durante la spedizione volta alla conquista di Punta Albiolo, sita nel gruppo del Tonale, riuscì a espugnare la postazione degli austriaci. Questa operazione gli valse la sua seconda medaglia di bronzo.
Il mese seguente, precisamente il 25 settembre 1915, si rese protagonista anche della conquista del Torrione dell'Albiolo. Con soli quattro uomini e sotto il fuoco del nemico distante solo una decina di metri, portò l'assalto decisivo, situazione che gli valse un'altra medaglia, questa volta d'argento.
Con l'inizio dell'autunno venne trasferito al Rifugio Garibaldi nei pressi del Lago Venerocolo, dove era presente anche il fratello Nino, al fine di preparare una nuova battaglia sull'Adamello.
Nell'aprile del 1916 fu impegnato nella lotta volta a ottenere la supremazia militare nella zona dell'Adamello. 
Le operazioni, dirette dal comandante Giordana, prevedevano la partenza dal rifugio Garibaldi, quartier generale degli italiani, e la suddivisione in tre tronconi della colonna di attacco. La prima fu affidata ad Attilio Calvi, la seconda a suo fratello Nino, capitano di compagnia, mentre la terza al sottotenente Del Curto.
L'andamento della battaglia, denominata la battaglia della Lobbia, fu incerto fino all'ultimo, ma l'esito fu favorevole alle truppe italiane. 
Attilio Calvi in particolare, dopo aver svolto il compito assegnatogli, andò ad aiutare il terzo nucleo che, in difficoltà, era rimasto sulle posizioni iniziali, senza riuscire a conquistare il Dosson di Genova.
Nel corso di queste operazioni rimasero colpiti molti alpini. Tra loro anche Attilio, ferito al polmone, che si spense dopo due giorni di agonia, il primo dei fratelli a cadere in guerra.
(Clelia Pizzigoni, lettera al figlio Nino, 8 maggio 1916)
(Cesare Battisti, in quel periodo alpino agli ordini di Attilio, lettera alla famiglia)
A lui venne dedicata una di queste cime, appartenente al gruppo dell'Adamello,  denominata Punta Attilio Calvi, a quota 3291 metri s.l.m..
Alla memoria gli fu conferito il grado di capitano, e venne decorato con altre due medaglie d'argento, la croce francese e la croce di guerra. La sua figura venne inoltre ricordata in seguito da Bortolo Belotti, che ne fece eseguire un busto marmoreo nella propria villa a Zogno. In un suo libro così lo ricordava: guarda nel mio giardino Attilio Calvi, volgere gli anni e corrucciato in volto, il suo presente spirito rivela.
Il 29 aprile 1916 Carlo Emilio Gadda era in servizio come sottotenente al Passo Brizio, sulla Vedretta della Lobbia, essendo quindi testimone oculare degli eventi, in seguito riportati nel frammento narrativo Immagine di Calvi, compreso nella raccolta Il castello di Udine del 1934.
(Carlo Emilio Gadda, Immagine di Calvi)

### Santino
Sante Calvi, noto anche con lo pseudonimo di Santino (Piazza Brembana, 3 maggio 1895 – Monte Ortigara, 10 giugno 1917), è stato un militare italiano.
Santino era noto per avere uno spirito esuberante, che lo portò a essere definito "il ribelle" della famiglia.
Dopo aver conseguito il diploma al liceo classico, si iscrisse alla facoltà di giurisprudenza di Torino. Ma il suo carattere turbolento lo spinse ad arruolarsi volontariamente, poco prima della ferma obbligatoria. Venne assegnato con il grado di sottotenente al Battaglione Alpini Bassano del 6º Reggimento alpini.
Si mise in evidenza fin dalle prime battute della guerra, tanto che già il 29 maggio 1915, cinque giorni dopo l'inizio del conflitto, fu insignito della prima medaglia d'argento al valor militare, quando nel corso di un'azione sulla Cima Vezzena uscì per ben tre volte dal proprio riparo al fine di portare in salvo commilitoni feriti durante l'attacco al forte Vezzena.
Non si sottraeva alle azioni rischiose, nel corso di un'azione in cordata svolta di notte e in condizioni particolarmente disagevoli, nel freddo di dicembre, venne colpito al viso da una pallottola che gli spezzò la mandibola (motivo della vistosa fasciatura che si può osservare in alcune fotografie).
Si racconta che nel corso della degenza chiedeva di poter rientrare anticipatamente al fronte per partecipare attivamente alle azioni belliche. In questo era motivato anche dalla voglia di vendicare la morte del fratello Attilio, colpito dal fuoco austriaco in Val Camonica.
Nel luglio del 1916 assunse il comando di un reparto di alpini, che il 24 luglio guidò nel tentativo di conquistare il Monte Campigoletti, nella zona dell'altopiano di Asiago a sud-ovest del Monte Ortigara. 
Nonostante il coraggio dimostrato il tentativo non andò a buon fine. Quest'azione gli valse un'altra medaglia al valor militare, questa volta di bronzo, ed è insignito anche della croce Russa di San Stanislao.
Nel marzo del 1917 vi fu un'altra azione significativa nella zona del Monte Forno a sud del Monte Campigoletti. Due plotoni austriaci del 27º Reggimento fanteria riuscirono a raggiungere, mediante due gallerie scavate durante la notte nella neve, la trincea degli italiani della 62ª compagnia del Battaglione Alpini Bassano, comandata da Santino Calvi.
Questi stavano per raggiungere anche la trincea di resistenza, ma furono fermati dal Calvi che, con una serie di bombe a mano e colpi d'arma da fuoco, riuscì a ritardare l'avanzata nemica e permise ai suoi uomini di riorganizzarsi e cacciare il nemico oltre le linee. Questo episodio tuttavia screditò il Calvi presso i suoi superiori, con i quali si assunse la responsabilità dell'impreparazione del proprio reparto.
In ogni caso la sua fama non ne risentì, tanto che gli venne affidato un incarico di grande importanza: la conquista del passo dell'Agnella, da cui poi poter accedere al Monte Ortigara. Il compito era rischioso: bisognava infatti riprendere le postazioni perse in primavera. Era ben conscio della pericolosità dell’azione, tanto da spedire una lettera alla madre che sembrava una lettera d'addio.
Il 10 giugno 1917 incominciarono i combattimenti, che presto raggiunsero un livello di recrudescenza molto elevato: era cominciata la tristemente nota battaglia dell'Ortigara.
Il Calvi avanzava alla testa del suo plotone che era falcidiato dalle pallottole nemiche. Dopo aver conquistato un'importante postazione degli austriaci, con l'obbiettivo del passo dell'Agnella oramai alla portata, venne colpito alla spalla e, anche se a livello superficiale, alla fronte. 
Successivamente nel prosieguo dell’azione fu colpito da altri proiettili che risultarono fatali.
Alla memoria gli fu assegnata la croce di guerra, una targa d'oro dai commilitoni e un'altra medaglia d'argento al valor militare.
Nel novembre 1917 l'Università di Torino gli ha assegnato la laurea honoris causa in Legge.

### Giannino
Giovanni Battista Calvi, noto anche con lo pseudonimo di Giannino (Piazza Brembana, 6 maggio 1899 – Padova, 11 gennaio 1919), è stato un militare italiano.
Appartenente alla classe del 1899, avrebbe potuto sottrarsi al fronte, esonero possibile per legge in virtù dei due fratelli caduti.
Egli, invece, dopo aver seguito un corso per ufficiali a Parma, volle partire per la prima linea e fu assegnato al corpo dei mitraglieri, comandato dal fratello Nino.
Prese parte alle battaglie del Monte Grappa, nell'ottobre del 1918, mentre il 4 novembre si trova oltre Feltre inseguendo il nemico in ritirata.
Al termine della guerra, sulla via del rientro a casa, rimase vittima dell'epidemia di influenza spagnola, che lo condusse alla morte dopo una breve malattia. Le sue ultime lettere sono datate 4 gennaio 1919 alla madre e 5 gennaio al padre, spedite dall'ospedale di Padova dove si trova ricoverato per quella che diceva essere solo una forma benigna di influenza, che invece si rivelerà fatale 6 giorni dopo.
Gli fu assegnata una croce di guerra alla memoria.

## Le commemorazioni

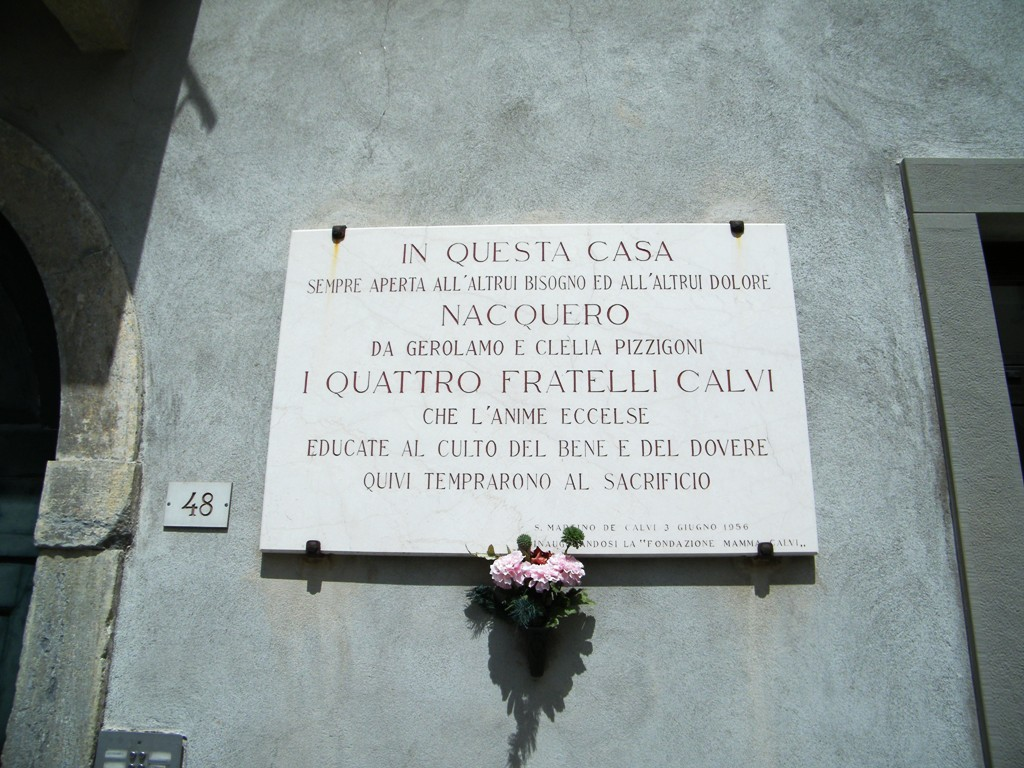
Targa sulla casa dei Fratelli Calvi - Piazza Brembana.

Il padre, duramente provato dagli eventi legati ai figli, morì poco dopo il termine della guerra, il 15 dicembre 1919. La madre, donna di grande carattere, cercò di onorare la memoria dei figli raccontandone le gesta. Venne ribattezzata “mamma Calvi” e divenne un punto di riferimento nella valle.
Il rientro delle salme al paese natale avvenne il 30 ottobre 1921 tra solenni cerimonie, celebrate sia nel capoluogo orobico, sia in tutta la valle Brembana. Attestati di cordoglio vennero inviati anche da alcune delle maggiori personalità del tempo, tra le quali il re Vittorio Emanuele III, Benito Mussolini e Gabriele D'Annunzio, che donò una cospicua somma per la realizzazione di un monumento a Piazza Brembana che così ricorda i quattro fratelli:
Anche la città di Bergamo decise di onorarli dedicando loro una via, ma soprattutto un monumento nel centro della città bassa.
Collocato nell'attuale piazza Matteotti, di fronte alla sede municipale, venne realizzato nel 1933 dall'architetto Giuseppe (Pino) Pizzigoni (1901-1967).
Eseguito in marmo di Zandobbio a base pentagonale e alto più di cinque metri, presenta su ognuno dei lati le effigi bronzee dei fratelli realizzate da artisti bergamaschi, e sul quinto lato l'immagine della vittoria.
Sul resto del monumento sono inoltre presenti dei bassorilievi, eseguiti da Giacomo Manzù, indicanti i luoghi e le date delle quindici medaglie meritate dai fratelli Calvi durante la guerra.

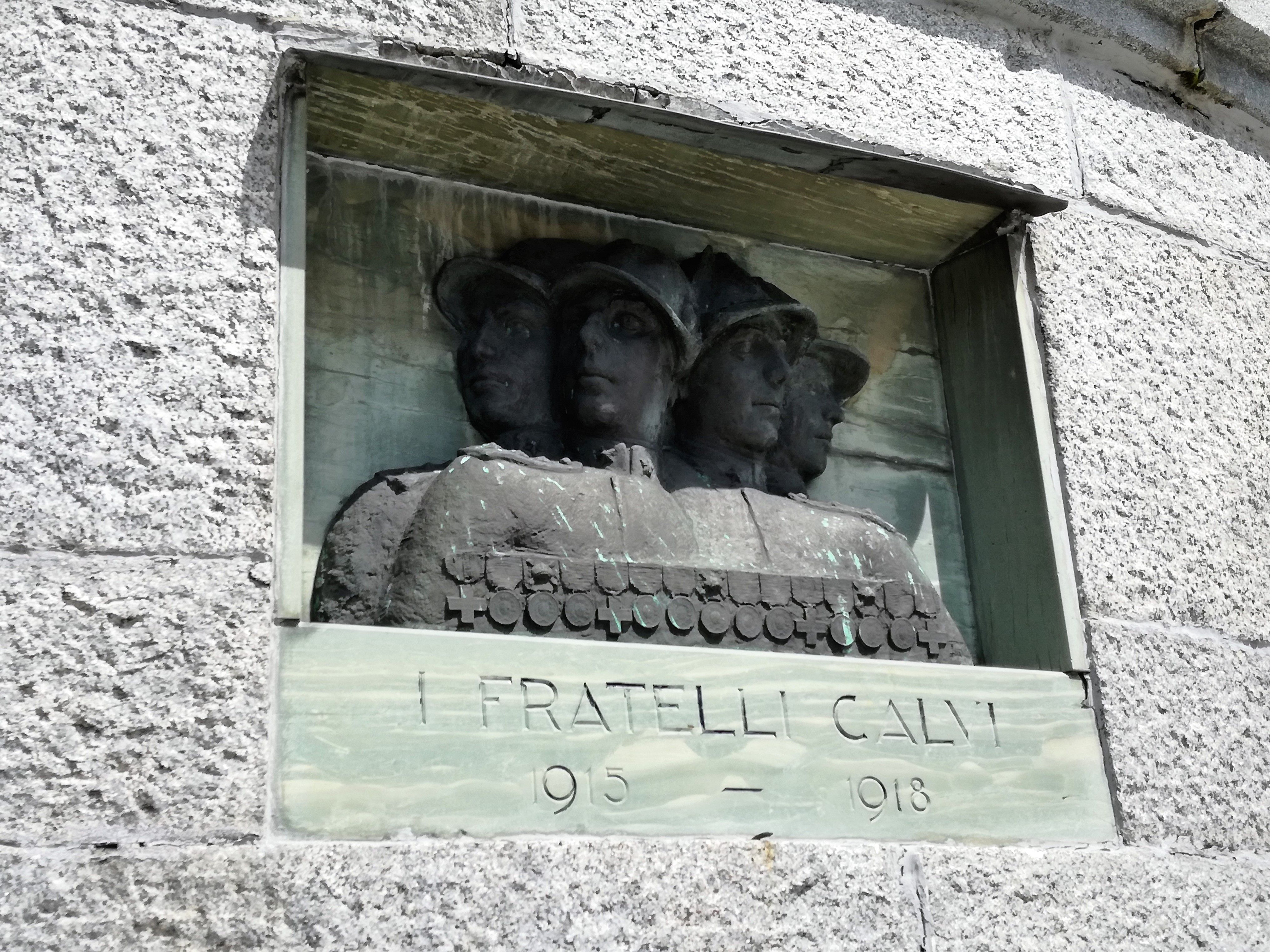
Sacrario militare del Tonale - nicchia commemorativa per i fratelli Calvi

Nel corso del 1952 venne inaugurato anche un altro monumento dedicato ai fratelli al Passo del Tonale. Si tratta di un bronzo di pregevole fattura, inserito nel monumento dei Caduti.

Nel 2022, i fratelli Nino e Attilio, diventano personaggi del romanzo La penna del Corvo Bianco. Entrambi vengono citati in diversi capitoli dove si narrano delle loro gesta durante la guerra sull'Adamello.

## I fratelli Calvi oggi
Il loro ricordo fu onorato dalla madre, che si prodigò al fine di commemorare i figli nel migliore dei modi. Il loro nome ricorre in numerosi enti legati all'alta valle Brembana: il Rifugio Fratelli Calvi, la polisportiva a essi intitolata, che raggruppa tutti i paesi della valle Brembana oltre la Goggia.
È inoltre presente la Fondazione mamma Calvi, che premia gli alunni più meritevoli della scuola elementare del paese, con consegna dei premi ogni 4 novembre, anniversario della fine della guerra. Dal 2012 è stato istituito il Premio Mamma Calvi, assegnato a personalità che si siano distinte per meriti sociali ed educativi.